# イリリ川

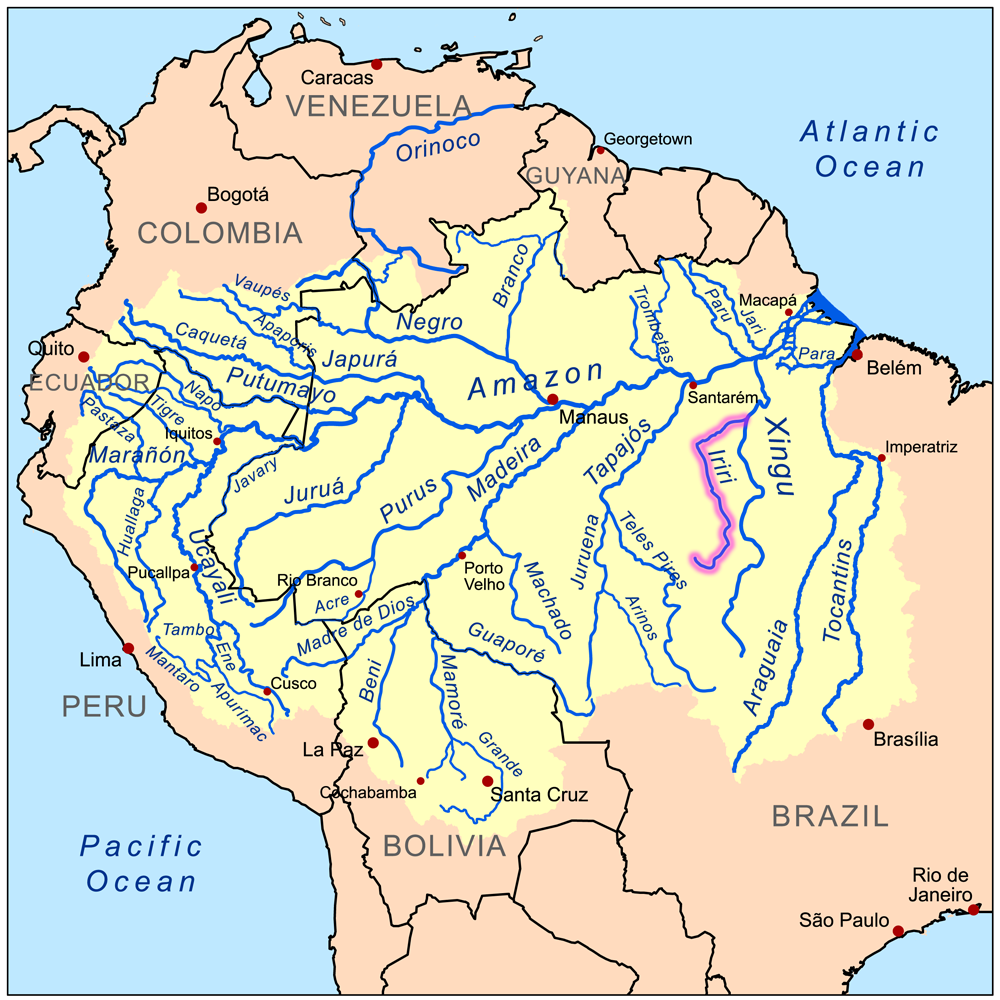
イリリ川(桃色)の流路図

イリリ川（イリリがわ、ポルトガル語: Rio Iriri）は、ブラジルのパラ州を流れるシングー川の支流。全長は1300kmあり、世界で116番目（インドのクリシュナ川と同じ）、アマゾン盆地では15番目に長い川となっている。上流部はパナラ族の故地である。
座標: 南緯3度49分00秒 西経52度36分20秒 / 南緯3.81667度 西経52.6056度